# Martin Škaroupka
Martin „Marthus” Škaroupka (ur. 20 stycznia 1981) – czeski perkusista i instrumentalista klawiszowiec. Od listopada 2006 perkusista zespołu Cradle of Filth. W 2012 roku dołączył do zespołu Masterplan. Wcześniej grał m.in. w grupach Inner Fear, Happy Death, Entrails, Symphonity i Pandemia.
Muzyk gra na bębnach firmy Pearl i talerzach perkusyjnych Sabian, używa ponadto pałeczek perkusyjnych firmy Vic Firth i naciągów firmy Remo.

## Instrumentarium
| Bębny firmy Pearl BRX Masters - 22x18 bass drum x 2 - 8x8 tom - 10x8 tom - 12x9 tom - 14x12 tom - 16x14 tom - 13x6.5 Reference Series snare drum in Twilight Fade Naciągi - Remo - Emperor Clear/Tom toms, - Powerstroke/Bass drums, - Ambassador Coated/Snare Elektronika - Ddrum 4 SE, Ddrum kick drum triggers Pedały - Pearl P2000B | Talerze firmy Sabian - 21” HH Raw-Bell Dry Ride - 13” AAX Fusion Hats - 14” AAX Stage Hats - 19” AAX Dark Crash - 18” AAX Metal Crash - 17” AAX Rock AAXtreme China - 19” AAX Rock AAXtreme China - 16” AAX Stage Crash - 10” AA China Splash - 10” AAX Splash - 8” AAX Splash - 9” Signature Max Splash Pałki perkusyjne - Vic Firth Sticks SD4 |

## Dyskografia
- Happy Death - Altering The Technology (1999, wydanie własne)
- Entrails - Tribute To Master´s Hammer (2000, Leviathan Records)
- Inner Fear - Symbiotry (2003, Élysion Music)
- Symphonity - Voice from the Silence (2008, Limb Music GmbH)
- Cradle of Filth - Godspeed on the Devil’s Thunder (2008, Roadrunner Records)
- Cradle of Filth - Darkly, Darkly, Venus Aversa (2010, Peaceville Records)
- Inner Fear - First Born Fear (2012, Élysion Music)
- Cradle of Filth - The Manticore & Other Horrors (2012, Peaceville Records)[5]
- Masterplan - Novum Initium (2013, AFM Records)[6]
- Cradle of Filth - Hammer of the Witches (2015, Peaceville Records)